# La Querida
La Querida, también conocida como Castillo del Mar durante varios años, es una residencia en Palm Beach, Florida, ubicada en 1095 N. Ocean Boulevard. Finalizada en 1923, fue construida en estilo neomediterráneo por el conocido arquitecto Addison Mizner con un costo de 50 000 dólares. La casa es más conocida por servir como la «Casa Blanca de invierno» durante la presidencia de John F. Kennedy. A partir de 2015, La Querida contiene más de 1400 m2 de superficie habitable, incluyendo once dormitorios, doce baños y tres medios baños.
La Querida ha sido propiedad de algunas otras personas notables desde que la familia Kennedy vendió la propiedad en 1995, incluido el empresario John K. Castle y la inversora inmobiliaria Jane Goldman. Los propietarios actuales son Carl (fundador de Panattoni Development Company) y Mary Jane Panattoni, quienes compraron la casa en junio de 2020 por $70 millones.

## Primeros años de historia
El destacado arquitecto del sur de Florida, Addison Mizner, construyó La Querida en 1923 a un costo estimado en 50 000 dólares para Rodman Wanamaker de Filadelfia, heredero de la fortuna de los grandes almacenes Wanamaker's. Construida en estilo neomediterráneo, La Querida está ubicada en 1095 N. Ocean Boulevard en Palm Beach. Tras la muerte de Wanamaker en 1928, todo su patrimonio, valorado en unos 75 millones de dólares, a excepción de las anualidades, fue transferido a un fideicomiso. Ese septiembre, la casa sufrió daños importantes durante el huracán Okeechobee de 1928,: 5  The Palm Beach Post señala que «no queda ninguna posibilidad de volver a utilizar la casa de Rodman Wanamaker III, a menos que se reconstruya casi por completo».
Chalker and Lund, Inc. comenzó a restaurar La Querida a principios de octubre de 1928 bajo un contrato de $60 000, con la expectativa de que el trabajo estaría terminado para el 1 de enero de 1929. La renovación también incluyó la adición de un malecón más fuerte y un solárium, así como la ampliación de la sala de estar y las dependencias de servicio. La casa permaneció prácticamente vacía durante las temporadas de invierno de 1931-1932 y 1932-1933, a excepción de unas pocas visitas de la sobrina del difunto Rodman Wanamaker, Mary Brown Warburton, que era hija de Barclay Harding Warburton I y Mary Brown Wanamaker.

## Propiedad de los Kennedy

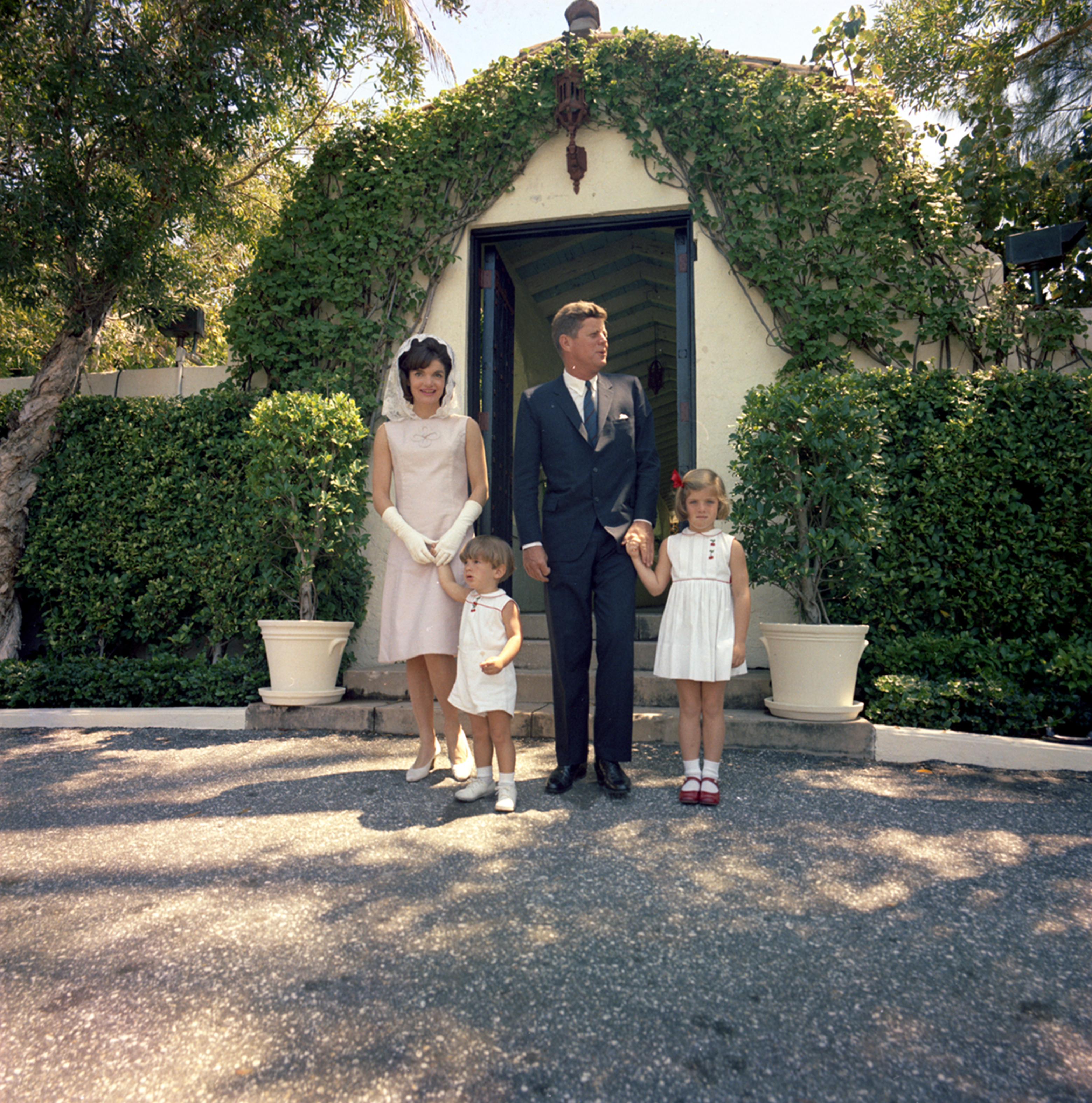
El presidente Kennedy y la primera dama junto con sus hijos Caroline y John Jr. afuera de la casa en la Pascua de 1963.

La familia Wanamaker vendió La Querida a Joseph P. Kennedy por $120 000 el 30 de junio de 1933. En ese momento, una descripción en The Palm Beach Post señaló que la propiedad incluía 176 pies (54 m) de frente al mar, seis habitaciones principales, cinco baños y «espaciosas estancias».
Después de la compra, la casa funcionó como retiro de invierno para la familia. Los Kennedy normalmente sólo vivían en La Querida durante las vacaciones de Navidad y Pascua. : 31 Un huésped notable en la casa durante este período fue James Roosevelt (hijo mayor del presidente de los Estados Unidos Franklin D. Roosevelt) y su entonces esposa Betsey, quienes se hospedaron en La Querida algunas veces, incluso en 1934 y 1935. Joseph P. Kennedy contrató a Maurice Fatio, un arquitecto con varias obras notables, para diseñar un garaje de dos pisos, un pabellón de piscina y una cancha de tenis. También amplió la finca comprando terrenos adyacentes.
En 1955, el entonces senador John F. Kennedy (D-Massachusetts) pasó varios meses en la casa de Palm Beach mientras se recuperaba de una cirugía necesaria por una lesión en la columna que sufrió en ka Segunda Guerra Mundial. Se dice que durante su recuperación en La Querida, el senador Kennedy escribió Perfiles de Coraje, un libro ganador del premio Pulitzer. El senador Kennedy también escribió a mano el primer borrador de su discurso de anuncio de su candidatura a la presidencia de los Estados Unidos en las próximas elecciones de 1960 mientras estaba en La Querida el 1 de abril de 1959. El borrador manuscrito se vendió por 160 000 dólares en una subasta en septiembre de 2015.
Una semana después de ser elegido presidente de los Estados Unidos en 1960, John F. Kennedy organizó un almuerzo de prensa informal en La Querida el 15 de noviembre. También se dice que Kennedy comenzó a seleccionar a los miembros de su gabinete en la biblioteca de la casa. En una demanda de 1995 para argumentar en contra de la importancia de la propiedad y desalentar su designación como monumento histórico de la ciudad de Palm Beach por parte de la Comisión de Preservación de Monumentos Históricos, los abogados que representan a la familia negaron que Kennedy designara a algún miembro del gabinete en La Querida. Sin embargo, en una conferencia de prensa en la casa el 17 de diciembre de 1960, Kennedy anunció su elección de J. Edward Day como Director General del Servicio Postal de los Estados Unidos. Doce días después, The New York Times señaló que durante otra conferencia de prensa celebrada en La Querida, el presidente electo Kennedy informó a los periodistas sobre la selección de varios otros funcionarios, entre ellos W. Averell Harriman como embajador en misión especial, Robert Roosa como subsecretario del Tesoro para Asuntos Monetarios y James M. Landis como miembro del personal de la Casa Blanca.
Cuando el presidente electo Kennedy visitó Palm Beach en diciembre de 1960, Richard Paul Pavlick casi llevó a cabo un intento de asesinato. Pavlick condujo desde Nuevo Hampshire hasta Palm Beach con un coche lleno de dinamita. Mientras Kennedy estaba en La Querida preparándose para partir a la misa del domingo en la Iglesia católica de san Eduardo el 11 de diciembre, Pavlick esperaba fuera de la casa y tenía la intención de estrellar su auto contra la limusina de Kennedy. Pavlick decidió abandonar su plan después de notar que Kennedy estaba acompañado por su esposa y sus hijos pequeños y decidió elegir otro día para el intento de asesinato. Sin embargo, el 15 de diciembre, el Departamento de Policía de Palm Beach lo arrestó en la intersección de North County Road y Royal Poinciana Way después de recibir información del Servicio Secreto. Pavlick fue acusado de amenazar con asesinar a Kennedy, pero después de que el juez federal Emett Clay Choate lo declarara legalmente loco el 2 de diciembre de 1963, los cargos se redujeron a transporte ilegal de dinamita a través de las fronteras estatales.

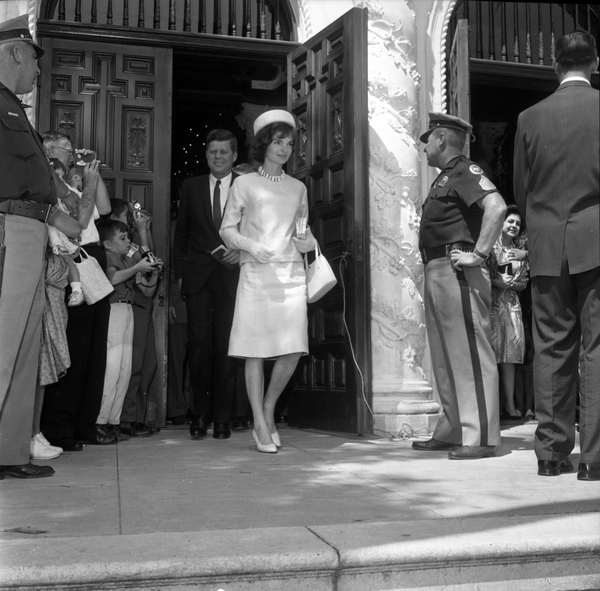
El presidente Kennedy y la primera dama saliendo de una misa en Palm Beach en 1961.

Después de que Kennedy asumiera el cargo de presidente de los Estados Unidos, La Querida se convirtió en su «Casa Blanca de invierno». Se reunió allí con el secretario de Estado Dean Rusk el 1 de abril de 1961, para analizar la guerra civil de Laos, y el presidente pidió un alto el fuego y que el gobierno soviético «usara su influencia» para ayudar a detener el conflicto. También ese fin de semana, el de Pascua, las fuerzas del orden locales y federales descubrieron un supuesto complot de cuatro cubanos pro-Castro para asesinar a Kennedy y secuestrar a su hija Caroline, que entonces tenía tres años, mientras se encontraban en Palm Beach. Posteriormente, Kennedy a veces se alojaba temporalmente en la casa de Josephine Perfect Bay y Paul Michael Iogolevitch, como en las temporadas de invierno de 1961-62 y 1962-63. Sin embargo, en diciembre de 1962, el presidente Kennedy se reunió con la entonces ministra de Relaciones Exteriores de Israel (y más tarde primera ministra) Golda Meir en La Querida. Hablaron de la venta de misiles MIM-23 Hawk y de las preocupaciones de Kennedy sobre el desarrollo de armas nucleares por parte de Israel y sus incursiones en campos de refugiados en Jordania y Siria.
El último viaje del presidente Kennedy a Palm Beach ocurrió a mediados de noviembre de 1963, durante el cual realizó estancia en La Querida. Allí, Kennedy, el asistente especial del presidente Ralph A. Dungan y el funcionario del Cuerpo de Paz Richard N. Goodwin discutieron la política latinoamericana debido al menguante entusiasmo por su programa Alianza para el Progreso entre varios funcionarios de la región. El viaje de Kennedy a La Querida resultó ser su último fin de semana con vida, ya que fue asesinado días después en Texas.
Tras la muerte de Joseph P. Kennedy en noviembre de 1969, varios periódicos informaron que la familia tenía la intención de vender La Querida. Sin embargo, en enero de 1970 los Kennedy declararon que no tenían pensado vender la propiedad y que en su lugar consideraron alquilarla después de realizar renovaciones significativas, antes de finalmente descartar también esa idea. Durante las siguientes décadas, la casa se asoció ocasionalmente con algunos incidentes relacionados con la bebida que involucraron al senador Ted Kennedy y más tarde con el juicio por violación de William Kennedy Smith en 1991. En las primeras horas de la mañana del 30 de marzo de 1991, Smith viajó con una mujer que conoció en Au Bar en Palm Beach, posteriormente identificada como Patricia Bowman, de regreso a La Querida. Bowman luego alegó que Smith la violó junto a la piscina. Sin embargo, Smith argumentó que el encuentro fue consensual y el juicio resultó en su absolución el 11 de diciembre.
En la década de 1980, el gobierno municipal de Palm Beach comenzó a intentar catalogar la propiedad como monumento histórico local a través de la Comisión de Preservación de Monumentos Históricos. Los propietarios de propiedades designadas como monumentos históricos deben solicitar permiso a la comisión para realizar cambios significativos en su estructura. Los Kennedy lucharon contra los esfuerzos para incluir a La Querida en la lista de monumentos locales. En 1980, los comisionados de la ciudad rechazaron la propuesta de darle a la casa esta designación debido a un informe de un consultor que concluyó que la propiedad carecía de importancia arquitectónica.
En 1990 se produjo un segundo intento de declarar la casa como monumento histórico de la ciudad. En esa ocasión, la familia Kennedy contrató a un abogado para luchar contra la designación, ya que los propietarios no pueden rechazar directamente que se seleccione su propiedad. El presidente de la Comisión de Preservación de Monumentos Históricos de Palm Beach, James Sllivan, comentó que al resistirse a la selección de la casa, «los Kennedy han perdido la oportunidad de reconocer la importancia de una casa que jugó un papel tan importante en la historia de nuestra nación». La Comisión de Preservación de Monumentos Históricos decidió archivar la propuesta.
El gobierno de la ciudad inició un tercer intento para designar la propiedad como un monumento local en febrero de 1995. Eunice Kennedy Shriver presentó una demanda, describiendo el nuevo esfuerzo por colocar a La Querida en la lista de lugares de interés como «nada más que acoso».: 353  Un juez decidió no permitir que la demanda siguiera adelante hasta que se completaran los procedimientos municipales. Para entonces, el abogado que representaba a los Kennedy argumentó que la designación de lugar histórico podría incluso reducir el valor de la casa y las perspectivas de venderla. Aunque los Kennedy y la Comisión de Preservación de Monumentos Históricos acordaron un compromiso para permitir que solo se designaran la puerta y el muro, los comisionados de la ciudad rechazaron la propuesta por un estrecho margen el 9 de mayo porque, como afirmó el alcalde Paul Ilyinsky, «todo el asunto debería ser devuelto a una audiencia de designación completa».

## Titularidad posterior

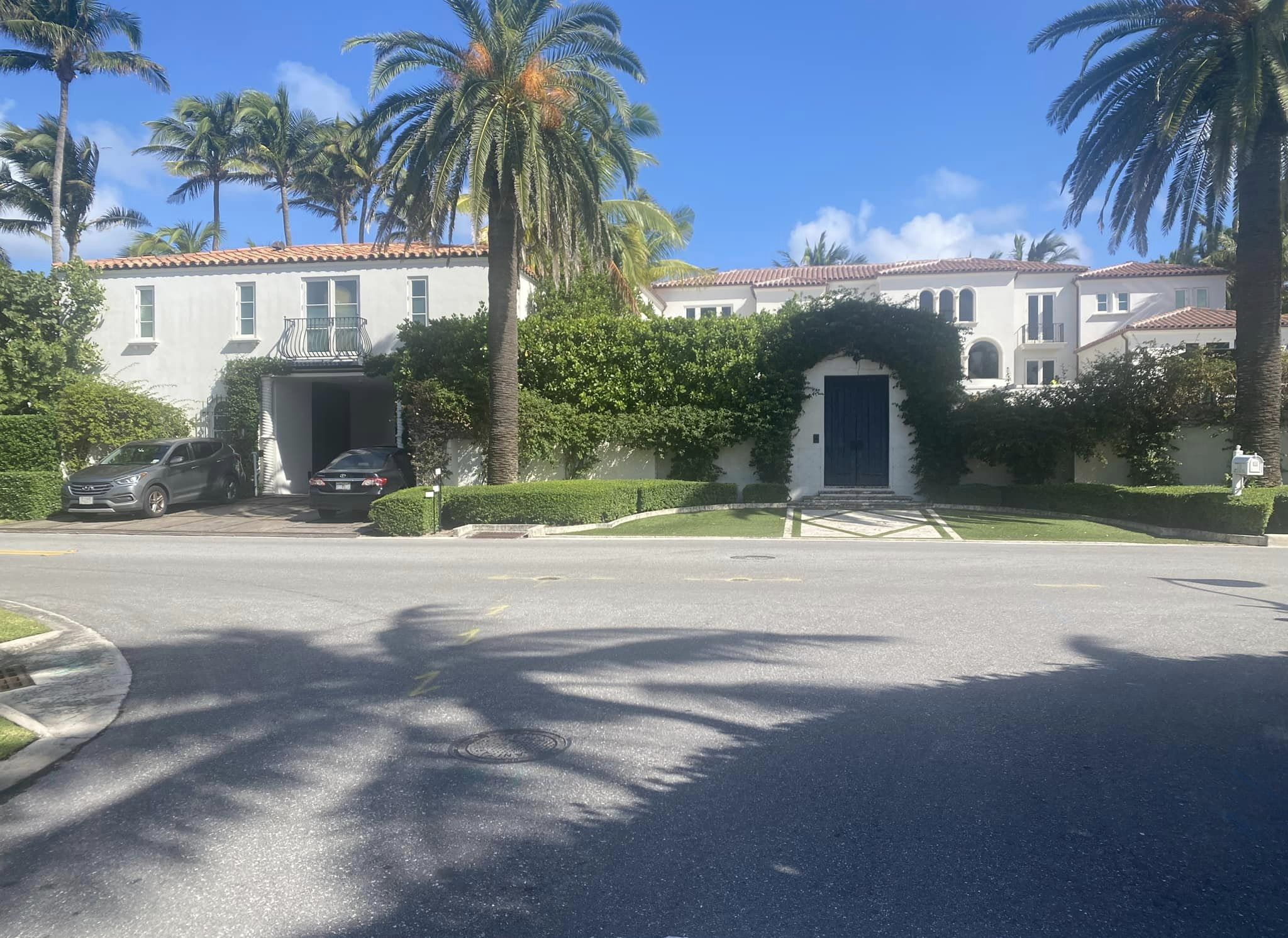
La Querida en noviembre de 2024.

Los Kennedy pusieron La Querida en el mercado inmobiliario a finales de 1993, aunque la venta no se produjo hasta mayo de 1995, aproximadamente cuatro meses después de la muerte de Rose Kennedy. Un historiador que documentó de cerca a la familia, Arthur M. Schlesinger Jr., escribió que «Palm Beach no es un lugar donde la generación más joven de Kennedy encuentre sustento», lo que contribuyó a su decisión de vender La Querida. John K. Castle, el director ejecutivo de Castle Harlan, compró la casa por aproximadamente $5 millones, por debajo del precio pedido de $7 millones. En el proceso concluyó la disputa de 15 años para designar la propiedad como monumento histórico. El ayuntamiento inicialmente rechazó una propuesta de declarar monumentos históricos solo en la puerta y el muro frontal, pero cambió de postura en una votación unánime el 16 de mayo. Ellos, junto con los Kennedy y Castle, llegaron a un compromiso que incluiría inmediatamente la puerta y el muro frontal como puntos de referencia, pero también toda la estructura dentro de cinco años.
Un arquitecto contratado por Castle describió que la casa no había sufrido ninguna renovación significativa desde 1928, aparte de la electricidad y la plomería. Castle manifestó sus intenciones de renovar La Querida, pero de una manera coherente con las pautas de la ciudad para su designación como monumento histórico. La casa fue bautizada como Castillo del Mar, y conservó el mobiliario de los Kennedy en varias habitaciones, añadió chimeneas y reemplazó algunas ventanas y puertas. En 1998 los Castle se mudaron a la residencia. Sin embargo, muchos de estos cambios se revirtieron después de que Castle vendiera la casa a la inversora inmobiliaria Jane Goldman en 2015 por $31 millones. Después de mudarse, los Castle ofrecieron 153 artículos para subasta en enero de 2016 en la sala de exposiciones de Leslie Hindman Auctioneers en West Palm Beach, con una ganancia de casi $ 500 000.
En junio de 2020, Goldman vendió La Querida a sus actuales propietarios, Carl y Mary Jane Panattoni, por $70 millones. Carl Panattoni es el propietario y fundador de Panattoni, un desarrollador internacional de bienes raíces y almacenes. En octubre de ese año, los Panattoni obtuvieron la aprobación de los comisionados de la ciudad para realizar algunos cambios en el paisaje y la eliminación de la cancha de tenis, para ampliar el camino de entrada.

## Arquitectura
La propiedad en la que se encuentra La Querida comprende aproximadamente 1 acre (0,4 ha), incluidos unos 200 pies (61,0 m) de frente al mar. El conocido arquitecto del sur de Florida, Mizner, diseñó la casa en 1923 en estilo renacentista mediterráneo. El Palm Beach Daily News señaló que, según el listado de 2015 de Lawrence A. Moens Associates, La Querida contenía «15 347 pies cuadrados [1425,8 metros cuadrados] de espacio habitable, 11 habitaciones, 12 baños y tres medios baños». La casa incluye puertas francesas, agregadas durante la propiedad de Goldman. Las ventanas de piso a techo están presentes en el comedor, la cocina, la sala de estar y la sala modelo (un estudio). Las paredes de la sala de estar están pintadas de azul claro y blanco, mientras que el comedor tiene una combinación de colores similar, junto con detalles dorados. Algunas partes de la casa tienen azulejos de inspiración marroquí. Una escalera de caracol está encerrada dentro de una escaraguaita a lo largo de la fachada frontal de la casa. El extremo sur de La Querida es una ampliación de dos pisos, construida cuando los Castle eran dueños de la casa, lo que permitió tener un estudio en el primer piso y otro baño y dormitorio en el segundo piso. Las habitaciones de invitados y los espacios de trabajo se crearon en el segundo piso cuando los Castle fusionaron los antiguos dormitorios del personal. La Querida también cuenta con una sala de biblioteca, donde se dice que el presidente Kennedy seleccionaba a los funcionarios de su gabinete. Externamente, el segundo piso incluye varios balcones revestidos de hierro forjado.
Una puerta de madera y un alto muro perimetral ocultan parcialmente el frente de la casa desde la carretera. Entre la puerta de madera y la entrada a la casa principal hay una logia, con un jardín a un lado. En la propiedad existen al menos dos dependencias: una casa de piscina de dos pisos y un garaje de dos pisos, este último diseñado por Fatio. Bajo la propiedad de Goldman, el garaje se convirtió en un vestíbulo. Otras características agregadas fuera de la casa principal por Fatio incluyen una cancha de tenis y una piscina, las cuales permanecen en la propiedad hasta el día de hoy, aunque con renovaciones y ampliaciones.